# 林訥峰
47°40′29″N 11°50′2″E / 47.67472°N 11.83389°E

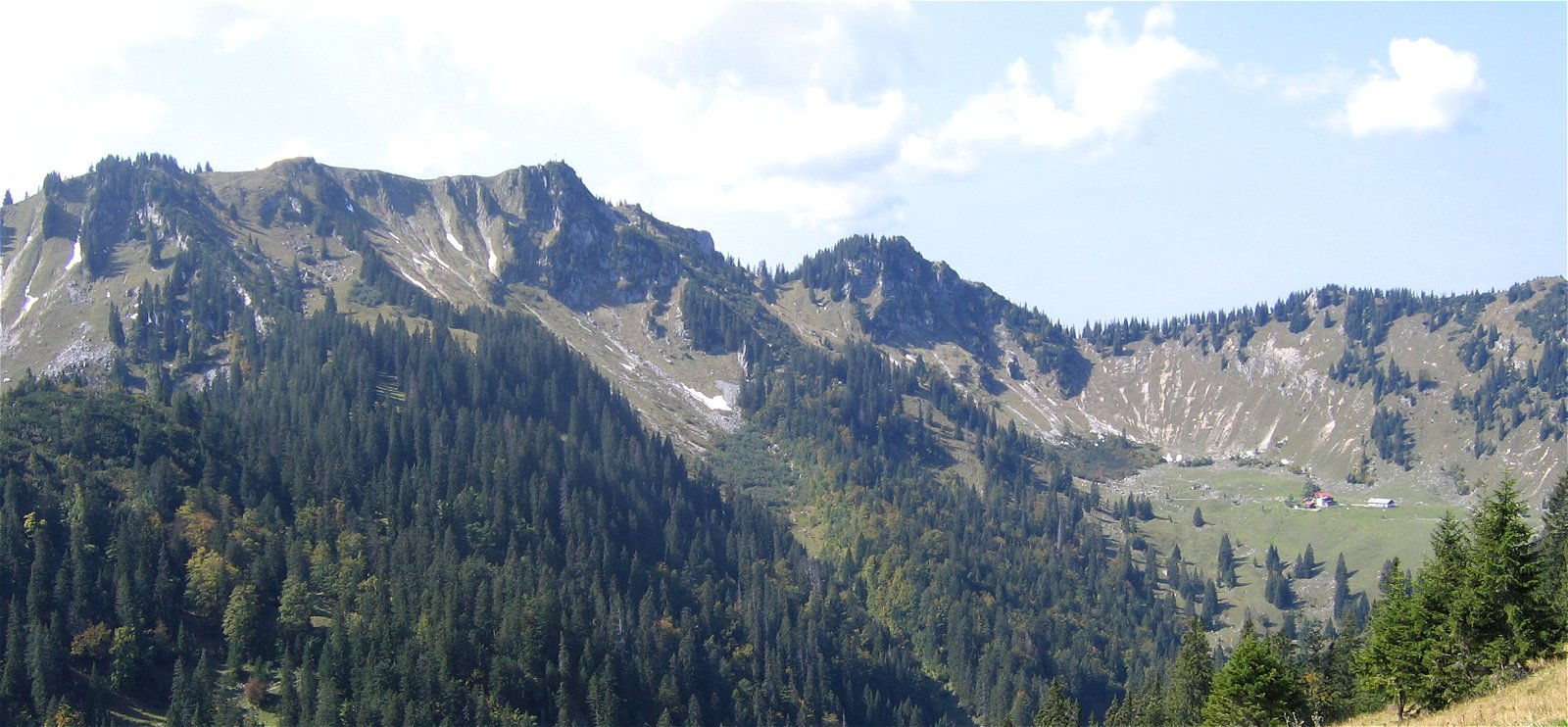

林訥峰（德語：Rinnerspitz），是德國的山峰，位於該國東南部，由巴伐利亞負責管轄，屬於施利爾塞山的一部分，海拔高度1,611米，每年平均降雨量1,764毫米。